# 广园路
广园路位于中华人民共和国广东省广州市的一条主干道。西起环市西路交叉口，东至广园快速路，经过越秀区、白云区及天河区。全线分西、中、东三段，分别为广园西路、广园中路及广园东路，设置双向8至10车道，限速60公里/小时。大部分路段设置了高架道路。
道路最右侧的一条车道为公交专用道。

## 历史
在20世纪四五十年代，曾被命名为广源路，取“广进财源”之意。1987年，该路扩建为48米宽的混凝土路，因其始于广州市區，终于郊區的黄埔夏园，所以按首尾命名法，被正式命名为“广园路”，其后根据道路的方位细分成广园西路、广园中路、广园东路。
2009年7月8日，大金钟立交通车。全线实现无红绿灯。
2011年12月5日，正式开通公交专用道。

## 著名地点
- 广东省妇幼保健院
- 广东技术师范学院北校区
- 三元里村
- 广州中医药大学
- 白云山

## 与之交汇道路
顺序由西往东路排列，粗体字为主干道。
- 环市西路
- 站西路
- 三元里大道
- 机场路
- 白云大道南
- 大金钟路
- 云山南路、麓湖路
- 永福路
- 濂泉路
- 广州大道北
- 禺东西路
- 广园快速路

## 公共交通
- 广州地铁11号线中医药大学站、云台花园站

均在鄰近广园路位置設有出口。